# Egyptisch handbalteam (mannen)
Het Egyptisch handbalteam is het nationale team van Egypte voor mannen. Het team vertegenwoordigt de Egyptian Handball Federation (EHF).

## Resultaten

### Olympische Spelen
| Jaar                                 | Resultaat               | Wed                     | W                       | G                       | V                       | DV                      | DT                      | DS                      |
| ------------------------------------ | ----------------------- | ----------------------- | ----------------------- | ----------------------- | ----------------------- | ----------------------- | ----------------------- | ----------------------- |
| 1936                                 | Geen deelname           | Geen deelname           | Geen deelname           | Geen deelname           | Geen deelname           | Geen deelname           | Geen deelname           | Geen deelname           |
| Niet georganiseerd van 1948 t/m 1968 |                         |                         |                         |                         |                         |                         |                         |                         |
| 1972                                 | Geen deelname           | Geen deelname           | Geen deelname           | Geen deelname           | Geen deelname           | Geen deelname           | Geen deelname           | Geen deelname           |
| 1976                                 | Geen deelname           | Geen deelname           | Geen deelname           | Geen deelname           | Geen deelname           | Geen deelname           | Geen deelname           | Geen deelname           |
| 1980                                 | Geen deelname           | Geen deelname           | Geen deelname           | Geen deelname           | Geen deelname           | Geen deelname           | Geen deelname           | Geen deelname           |
| 1984                                 | Geen deelname           | Geen deelname           | Geen deelname           | Geen deelname           | Geen deelname           | Geen deelname           | Geen deelname           | Geen deelname           |
| 1988                                 | Geen deelname           | Geen deelname           | Geen deelname           | Geen deelname           | Geen deelname           | Geen deelname           | Geen deelname           | Geen deelname           |
| 1992                                 | 11e                     | 6                       | 1                       | 0                       | 5                       | 119                     | 137                     | -18                     |
| 1996                                 | 6e                      | 6                       | 3                       | 0                       | 3                       | 139                     | 132                     | +7                      |
| 2000                                 | 7e                      | 8                       | 4                       | 0                       | 4                       | 197                     | 194                     | +3                      |
| 2004                                 | 12e                     | 6                       | 0                       | 0                       | 6                       | 134                     | 163                     | -29                     |
| 2008                                 | 10e                     | 5                       | 0                       | 2                       | 3                       | 127                     | 132                     | -5                      |
| 2012                                 | Niet gekwalificeerd     | Niet gekwalificeerd     | Niet gekwalificeerd     | Niet gekwalificeerd     | Niet gekwalificeerd     | Niet gekwalificeerd     | Niet gekwalificeerd     | Niet gekwalificeerd     |
| 2016                                 | 9e                      | 5                       | 1                       | 1                       | 3                       | 129                     | 143                     | -14                     |
| 2020                                 | 4e                      | 8                       | 5                       | 0                       | 3                       | 239                     | 218                     | +21                     |
| 2024                                 | Toekomstige evenementen | Toekomstige evenementen | Toekomstige evenementen | Toekomstige evenementen | Toekomstige evenementen | Toekomstige evenementen | Toekomstige evenementen | Toekomstige evenementen |
| 2028                                 | Toekomstige evenementen | Toekomstige evenementen | Toekomstige evenementen | Toekomstige evenementen | Toekomstige evenementen | Toekomstige evenementen | Toekomstige evenementen | Toekomstige evenementen |
| Totaal                               | 7/14                    | 44                      | 14                      | 3                       | 27                      | 1084                    | 1119                    | -35                     |

### Wereldkampioenschappen
| Wereldkampioenschap | Wereldkampioenschap     | Wereldkampioenschap     | Wereldkampioenschap     | Wereldkampioenschap     | Wereldkampioenschap     | Wereldkampioenschap     | Wereldkampioenschap     | Wereldkampioenschap     |
| Jaar                | Resultaat               | Wed                     | W                       | G                       | V                       | DV                      | DT                      | DS                      |
| ------------------- | ----------------------- | ----------------------- | ----------------------- | ----------------------- | ----------------------- | ----------------------- | ----------------------- | ----------------------- |
| 1938                | Geen deelname           | Geen deelname           | Geen deelname           | Geen deelname           | Geen deelname           | Geen deelname           | Geen deelname           | Geen deelname           |
| 1954                | Geen deelname           | Geen deelname           | Geen deelname           | Geen deelname           | Geen deelname           | Geen deelname           | Geen deelname           | Geen deelname           |
| 1958                | Geen deelname           | Geen deelname           | Geen deelname           | Geen deelname           | Geen deelname           | Geen deelname           | Geen deelname           | Geen deelname           |
| 1961                | Geen deelname           | Geen deelname           | Geen deelname           | Geen deelname           | Geen deelname           | Geen deelname           | Geen deelname           | Geen deelname           |
| 1964                | 14e                     | 3                       | 0                       | 0                       | 3                       |                         |                         |                         |
| 1967                | Geen deelname           | Geen deelname           | Geen deelname           | Geen deelname           | Geen deelname           | Geen deelname           | Geen deelname           | Geen deelname           |
| 1970                | Geen deelname           | Geen deelname           | Geen deelname           | Geen deelname           | Geen deelname           | Geen deelname           | Geen deelname           | Geen deelname           |
| 1974                | Geen deelname           | Geen deelname           | Geen deelname           | Geen deelname           | Geen deelname           | Geen deelname           | Geen deelname           | Geen deelname           |
| 1978                | Geen deelname           | Geen deelname           | Geen deelname           | Geen deelname           | Geen deelname           | Geen deelname           | Geen deelname           | Geen deelname           |
| 1982                | Geen deelname           | Geen deelname           | Geen deelname           | Geen deelname           | Geen deelname           | Geen deelname           | Geen deelname           | Geen deelname           |
| 1986                | Geen deelname           | Geen deelname           | Geen deelname           | Geen deelname           | Geen deelname           | Geen deelname           | Geen deelname           | Geen deelname           |
| 1990                | Geen deelname           | Geen deelname           | Geen deelname           | Geen deelname           | Geen deelname           | Geen deelname           | Geen deelname           | Geen deelname           |
| 1993                | 12e                     | 7                       | 1                       | 0                       | 6                       |                         |                         |                         |
| 1995                | 6e                      | 9                       | 5                       | 0                       | 4                       |                         |                         |                         |
| 1997                | 6e                      | 9                       | 6                       | 1                       | 2                       |                         |                         |                         |
| 1999                | 7e                      | 9                       | 6                       | 0                       | 3                       |                         |                         |                         |
| 2001                | 4e                      | 9                       | 5                       | 1                       | 3                       |                         |                         |                         |
| 2003                | 15e                     | 7                       | 2                       | 1                       | 4                       |                         |                         |                         |
| 2005                | 14e                     | 5                       | 3                       | 0                       | 2                       |                         |                         |                         |
| 2007                | 17e                     | 6                       | 2                       | 0                       | 4                       |                         |                         |                         |
| 2009                | 14e                     | 9                       | 4                       | 0                       | 5                       |                         |                         |                         |
| 2011                | 14e                     | 7                       | 2                       | 0                       | 5                       |                         |                         |                         |
| 2013                | 16e                     | 6                       | 1                       | 1                       | 4                       |                         |                         |                         |
| 2015                | 14e                     | 6                       | 2                       | 1                       | 3                       |                         |                         |                         |
| 2017                | 13e                     | 6                       | 3                       | 0                       | 3                       |                         |                         |                         |
| 2019                | 8e                      | 9                       | 3                       | 1                       | 5                       |                         |                         |                         |
| 2021                | 7e                      | 7                       | 4                       | 2                       | 1                       |                         |                         |                         |
| 2023                | 7e                      | 9                       | 6                       | 0                       | 3                       |                         |                         |                         |
| 2025                | Toekomstige evenementen | Toekomstige evenementen | Toekomstige evenementen | Toekomstige evenementen | Toekomstige evenementen | Toekomstige evenementen | Toekomstige evenementen | Toekomstige evenementen |
| 2027                | Toekomstige evenementen | Toekomstige evenementen | Toekomstige evenementen | Toekomstige evenementen | Toekomstige evenementen | Toekomstige evenementen | Toekomstige evenementen | Toekomstige evenementen |
| Totaal              | 17/30                   | 123                     | 55                      | 8                       | 60                      |                         |                         |                         |

Algerije · Angola · Benin · Burkina Faso · Burundi · Centraal-Afrikaanse Republiek · Congo-Brazaville · Djibouti · Congo-Kinshasa · Egypte · Ethiopië · Gabon · Gambia · Ghana · Guinee · Guinee-Bissau · Ivoorkust · Kaapverdië · Kameroen  · Kenia · Lesotho · Liberia · Libië · Madagascar · Mali · Mauritanië · Mauritius · Marokko · Mozambique · Namibië · Niger · Nigeria · Oeganda · Rwanda · São Tomé en Príncipe · Senegal · Seychellen · Sierra Leone · Somalië · Tsjaad · Soedan · Tanzania · Togo · Tunesië · Zambia · Zimbabwe · Zuid-Afrika · Zuid-Soedan